# Herbert Hochreiter
Herbert Hochreiter, auch Hans Hochreiter, (* 21. Dezember 1911 in Wien; † 4. September 1979 in Salzburg) war ein österreichischer Architekt und Filmarchitekt.

## Leben
Der gebürtige Wiener hatte in seiner Heimatstadt ein Architektur-Studium an der Technischen Hochschule und an der Akademie abgeschlossen und anschließend als diplomierter Architekt gearbeitet.
Gelegentlich wurde er ab 1936 auch als Szenenbildner zum Film geholt, in den Jahren 1939 bis 1945 entwarf Hochreiter fast exklusiv für das Kino, vor allem für die Bavaria Film in München, und entging damit der Einberufung. Seine wichtigsten und zugleich aufwändigsten Produktionen wurden die beiden während des Zweiten Weltkriegs entstandenen G.-W.-Pabst-Inszenierungen Komödianten und Paracelsus.
Nach dem Krieg kehrte Herbert Hochreiter ins wiedererstandene Österreich zurück und ließ sich schließlich in Salzburg nieder, wo er weiterhin als freier Architekt tätig war. Für den Film arbeitete er nur noch einmal, 1955.

## Filmografie (komplett)
- 1936: Seine Tochter ist der Peter
- 1937: Florentine
- 1939: Verdacht auf Ursula
- 1939: Eine Frau wie Du
- 1939: Unsterblicher Walzer
- 1940: Golowin geht durch die Stadt
- 1940: Krambambuli
- 1940: Feinde
- 1940: Im Schatten des Berges
- 1941: Komödianten
- 1941: Kameraden
- 1941: Jenny und der Herr im Frack
- 1942: Das große Spiel
- 1942: Ein Zug fährt ab
- 1942: Der Hochtourist
- 1942: Paracelsus
- 1943: Die unheimliche Wandlung des Axel Roscher
- 1944: Die Nacht der 12
- 1945: Wo ist Herr Belling? (unvollendet)
- 1956: Hilfe – sie liebt mich!